# Michail Grigorjewitsch Popow
Michail Grigorjewitsch Popow (russisch Михаил Григорьевич Попов, * 5. April 1893 in Wolsk; † 18. Dezember 1955 in Leningrad) war ein russischer Botaniker. Sein offizielles botanisches Autorenkürzel lautet „Popov“.

## Wirken
Popov wurde eine bedeutende Rolle zuerkannt, weil er als erster die Bedeutung der introgressiven Hybridisierung für die Evolution von Pflanzen beschrieben hat. Er hat zudem eine sehr große Anzahl von Pflanzenarten neu beschrieben, vor allem aus der Flora von Zentralasien.
Am 26. März 1933 wurde er wegen antisowjetischer Aktivitäten verhaftet, aber bald darauf wieder freigelassen, jedoch ohne das Aufenthaltsrecht in Moskau und Leningrad. In den 1930er und 1940er Jahren lebte er in Zentralasien.

## Ehrungen
Neben zahlreichen Pflanzenarten wurden auch mehrere Gattungen nach Michail Grigorjewitsch Popov benannt:
- Popoviocodonia (Gattung der Campanulaceae)[5]
- Popoviolimon (Gattung der Plumbaginaceae)[6]

### Russische Literatur
- Sergej Juljewitsch Lipschitz (russisch Сергей Юльевич Липшиц): (dt. etwa) Verluste der Wissenschaft: In gesegneter Erinnerung an Michail Grigorjewitsch Popow (18. April 1893–18. Dezember 1955) (russisch „Потери Науки : Светлой памяти Михаила Григорьевича Попова (18 IV 1893–18 XII 1955).“), Botanisches Journal (russisch Ботанический журнал), Band 41, Heft 5, 1956, S. 736–769.
- D. A. Kriwenko, M. B. Uspenskij, O. A. Tschernyschewa, P. L. Popow, O. T. Rusinek (russisch Д.А. Кривенко, М.Б. Успенский, О.А. Чернышева, П.Л. Попов, О.Т. Русинек): (dt. etwa) Michail Grigorjewitsch Popow: Das Leben ist eine Straße, das Glück ist ein Pferd, die Ruhe ist eine Karawanserei! (russisch „Михаил Григорьевич Попов: Жизнь – дорога, счастье – конь, отдых – караван-сарай!“) Irkutsk: Verlag des Geografischen Instituts W. B. Sotschaw (russisch Издательство Института географии им. В.Б. Сочавы СО РАН), 2018, ISBN 978-5-94797-317-4.